# Jacqueline Silva
Jacqueline Louise Cruz Silva, también conocida como Jackie Silva (Río de Janeiro, 13 de febrero de 1962) es una ex jugadora brasileña de voleibol de salón y ex jugadora de voleibol de playa, la única campeona olímpica sudamericana de voleibol de playa, junto con Sandra Pires.
Silva fue reclutada por primera vez por el equipo nacional de voleibol femenino de Brasil a la edad de 14 años. Formó parte del equipo que llevó a Brasil a sus primeros Juegos Olímpicos, 1980 en Moscú y 1984 en Los Ángeles. Era conocida por su temperamento agresivo, lo que llevó a la Confederação Brasileira de Voleibol a eliminarla de la selección nacional en tres ocasiones. En 1987, dejó Brasil y jugó en Italia. En 1988, se fue a los Estados Unidos para convertirse en jugadora de voleibol de playa, con Linda Chisholm como su primera pareja. En 1993 se unió a Sandra Pires, con quien ganó dos campeonatos mundiales y el oro olímpico en Atlanta 1996.